# Blekingeleden
Blekingeleden ist ein Fernwanderweg durch die schwedische Provinz Blekinge.
Der Blekingeleden erstreckt sich über eine Länge von etwa 240 Kilometern von Sölvesborg bis nach Kristianopel. Dabei verläuft er hauptsächlich durch Wälder und Naturreservate wie das Buchenwaldgebiet Ryssberget. Des Weiteren verläuft der Wanderweg entlang des Flusses Mörrumsån.
Der Blekingeleden (led = Pfad) besteht aus 15 offiziellen Teilstrecken mit Längen zwischen 11 und 29 Kilometern. Zwischen Sölvesborg und Boafall teilt er sich den Streckenverlauf kurzzeitig mit dem Skåneleden. Auf dem Weg befinden sich insgesamt fünf Schutzhütten.